# Alan Barnard (Anthropologe)
Alan John Barnard (* 22. Februar 1949) ist ein Anthropologe und Ethnologe.

## Leben und Wirken
Alan Barnard lehrt seit 1978 an der University of Edinburgh und ist dort Professor für Anthropologie des südlichen Afrikas. Er arbeitet insbesondere zu den Themen vergleichende Ethnographie, Geschichte der Anthropologie, Sozialanthropologie der menschlichen Herkunft, Ursprung der Sprache und heutige Jäger und Sammler (hunter-gatherers) der San, besonders in Botswana, Namibia und Südafrika.
2010 wurde er zum Fellow der British Academy gewählt.
Er nimmt am Projekt From Lucy to Language: The Archaeology of the Social Brain der British Academy teil und ist Leiter der Gruppe Kinship systems in southern African non-Bantu languages: Documentation, comparison, and historical analysis des Kalahari Basin Area Projekts, das vom Economic and Social Research Council gefördert wird.
Alan Barnard ist Honorarkonsul von Namibia in Edinburgh.

## Schriften
- Bushmen. British Museum Press, London 1978, ISBN 0-7141-0092-7.
- A Nharo wordlist with notes on grammar. University of Natal, Durban 1985, ISBN 0-86980-437-5.
- Research practices in the study of kinship. Academic Press, London 1987, ISBN 0-12-078980-9.
- Hunters and Herders of Southern Africa: A Comparative Ethnography of the Khoisan peoples. Cambridge University Press, Cambridge 1992, ISBN 0-521-41188-2.
- The Kalahari debate. A bibliographical essay. Centre of African Studies, Edinburgh 12992, OCLC 27735106.
- Kalahari Bushmen. Wayland, Hove 1993, ISBN 0-7502-0877-5.
- History and Theory in Anthropology. Cambridge University Press, Cambridge 2000, ISBN 0-521-77432-2. 11. Auflage 2010.
- Social Anthropology: A Concise Introduction for Students. Studymates, Taunton 2000, ISBN 1-84285-000-8.
- mit Jonathan Spencer (Hrsg.): Encyclopedia of social and cultural anthropology. Routledge, London/New York 2004, ISBN 0-415-28558-5.

Neuauflage: The Routledge encyclopedia of social and cultural anthropology. Routledge, London/New York 2012, ISBN 978-0-415-80936-8.
- Hunter-Gatherers in History, Archaeology and Anthropology. Berg, Oxford 2004, ISBN 1-85973-820-6.
- Social Anthropology: Investigating Human Social Life. Studymates, Abergele 2006, ISBN 1-84285-084-9.
- Anthropology and the Bushman. Berg, Oxford 2007, ISBN 978-1-8452-0428-0.
- Social anthropology and human origins. Cambridge University Press, Cambridge 2011, ISBN 978-0-521-76531-2.
- Genesis of Symbolic Thought. Cambridge University Press, Cambridge 2012, ISBN 978-1-10-702569-1.